# Морозовка (Амурская область)
Моро́зовка — село в Ромненском районе Амурской области, Россия. Входит в Святоруссовский сельсовет.

## География
Село Морозовка стоит в верховьях реки Белая (левый приток реки Зея).
Село Морозовка расположено к югу от районного центра Ромненского района села Ромны, автомобильная дорога идёт через Любимое, расстояние до райцентра — 18 км.
Расстояние до административного центра Святоруссовского сельсовета села Святоруссовка — 11 км (на запад, через Любимое).

## Население
| 2002 | 2010 | 2012 | 2013 | 2014 | 2015 | 2016 |
| ---- | ---- | ---- | ---- | ---- | ---- | ---- |
| 112  | ↘87  | ↘85  | ↘82  | ↘76  | ↘74  | ↗77  |
| 2017 | 2018 |      |      |      |      |      |
| ↘72  | →72  |      |      |      |      |      |